# Zosim Nikołajew
Zosim Wasiljewicz Nikołajew (ros. Зосим Васильевич Николаев, ur. 1905 w Moskwie, zm. we wrześniu 1979 w Kostromie) – funkcjonariusz radzieckich organów bezpieczeństwa, pułkownik, szef Zarządu NKWD/NKGB w Kraju Ałtajskim (1939-1941).

## Życiorys
1925 ukończył szkołę fabryczną w Moskwie, od 1926 w WKP(b), od września 1927 do października 1929 w Armii Czerwonej, od listopada 1930 do lipca 1934 uczył się w technikum lotniczym w Moskwie, a od lipca 1945 do kwietnia 1935 słuchacz Centralnej Szkoły NKWD ZSRR. Od kwietnia 1935 do stycznia 1939 pełnomocnik operacyjny Wydziału Ekonomicznego, Kontrwywiadowczego, Wydziału III Zarządu I Głównego Zarządu Bezpieczeństwa Państwowego, pomocnik szefa Oddziału I Głównego Zarządu Ekonomicznego NKWD ZSRR, od 11 grudnia 1935 sierżant, a od 8 kwietnia 1938 młodszy porucznik bezpieczeństwa państwowego. Od 27 stycznia 1939 do 26 lutego 1941 szef Zarządu NKWD Kraju Ałtajskiego, 21 lutego 1939 mianowany kapitanem bezpieczeństwa państwowego, od 26 lutego do 31 lipca 1941 szef Zarządu NKGB Kraju Ałtajskiego. Od 7 sierpnia 1941 do 28 kwietnia 1942 szef Oddziału I Wydziału I Głównego Zarządu Ekonomicznego NKWD ZSRR, od kwietnia 1942 do stycznia 1943 zastępca szefa Wojsk NKWD Ochrony Tyłów Frontu Karelskiego ds. pracy operacyjnej, od 20 stycznia do 7 maja 1943 szef Zarządu NKWD obwodu penzeńskiego, od 11 lutego 1943 podpułkownik, a od 14 lutego 1943 pułkownik. Od 7 maja 1943 do 4 października 1949 szef Zarządu NKGB/MGB obwodu penzeńskiego, od października 1949 do lipca 1950 słuchacz kursów kadry kierowniczej MGB ZSRR, od sierpnia 1950 do marca 1953 zastępca szefa Zarządu MGB obwodu kostromskiego, od marca do października 1953 szef Zarządu MSW obwodu kostromskiego. Od października 1953 do listopada 1957 oficer MWD/KGB w Rumunii, od grudnia 1957 do lutego 1959 zastępca dyrektora kombinatu nr 200, od marca 1959 na emeryturze.

## Odznaczenia
- Order Czerwonego Sztandaru
- Order Czerwonej Gwiazdy (dwukrotnie, m.in. 20 września 1943)
- Order „Znak Honoru” (26 kwietnia 1940)
- Order Republiki Rumunii

I 8 medali.